# Wolodymyr Sahorodnij
Wolodymyr Sahorodnij (ukrainisch Володимир Загородній, wiss. Transliteration Volodymyr Zahorodnij; * 27. Juni 1981 in Simferopol) ist ein ehemaliger ukrainischer Radrennfahrer.

## Karriere
Wolodymyr Sahorodnij wurde auf der Bahn in den Jahren 2002 und 2003 U23-Europameister in der Mannschaftsverfolgung. Mit der ukrainischen Nationalmannschaft gewann er die Weltcupläufen 2003 in Cape Town und 2005 in Moskau
Auf der Straßenradsport gewann Sahorodnij im Jahr 2006 mit der Gesamtwertung und einer Etappe des Giro di Cosenza seine ersten Wettbewerbe des internationalen Kalender und wurde ukrainischer Meister im Straßenrennen.
Nachdem Sahorodnij jeweils zum Saisonende der Jahre 2005 und 2006 als Stagiaire beim UCI ProTeam fuhr, erhielt er einen regulären Vertrag beim Professional Continental Team OTC. Im Trikot dieser Mannschaft verteidigte er 2007 seinen ukrainischen Meistertitel und gewann 2008 je eine Etappe des Giro del Trentino und der Tour of Qinghai Lake. Mit Beginn der Saison 2009 wechselte Sahorodnij zum italienischen ProTeam Lampre-NGC, das er aber bereits nach einem Jahr wieder verließ. In den nächsten Jahren fuhr er bei kleineren Mannschaften und gewann 2012 eine Etappe der Tour of Borneo und 2013 das Mannschaftszeitfahren der Romanian Cycling Tour.
2015 beendete Sahorodnij seine Radsportlaufbahn.

## Erfolge
2006
- Gesamtwertung und eine Etappe Giro di Cosenza
- Ukrainischer Meister – Straßenrennen

2007
- Ukrainischer Meister – Straßenrennen

2008
- eine Etappe Giro del Trentino
- eine Etappe Tour of Qinghai Lake

2012
- eine Etappe Tour of Borneo

2013
- Mannschaftszeitfahren Romanian Cycling Tour

## Teams
- 2005 Domina Vacanze (Stagiare)
- 2006 Domina Vacanze (Stagiaire)
- 2007 OTC Doors-Lauretana
- 2008 NGC Medical-OTC Industria Porte
- 2009 Lampre-NGC
- 2010 Miche (ab 22. April)
- 2011 Miche-Guerciotti
- 2012 Uzbekistan Suren Team
- 2013 Kolss Cycling Team (ab 1. Juni)
- 2014 Kolss Cycling Team (bis 29. Mai)
- 2015 RTS-Santic Racing Team